# Guia Benachvili
Guia Benachvili (en géorgien : გია ბენაშვილი ; né le 30 septembre 1964 est un entrepreneur, officier de sécurité nationale et homme politique géorgien qui sert comme député au Parlement de Géorgie depuis 2016. Éduqué dans l'ancienne Union soviétique, il travaille dans le secteur de sécurité nationale à partir de 1988, d'abord au sein du gouvernement soviétique de la Géorgie puis sous la République indépendante de Géorgie. Après un départ du secteur public pour travailler comme consultant de sécurité pour plusieurs larges compagnies à partir de 2007, il entre en politique en 2016 quand il est élu au Parlement géorgien dans la liste éléctorale du Rêve géorgien, le parti au pouvoir.

## Biographie
Guia Benachvili est né le 30 septembre 1964 en République socialiste soviétique de Géorgie. Il est éduqué à l'Institut polytechnique de Géorgie entre 1981 et 1986, spécialisé dans les instruments de mesure, avant de recevoir un diplôme de jurisprudence de l'Institut juridique de Tbilissi. Après un court passage comme ingénieur pour la compagnie Analitkhelsatso, il entre dans les services de sécurité du gouvernement soviétique géorgien en 1988 comme officier du Comité de Sécurité. Durant cette période, il est témoin de la rupture de l'URSS et des évènements autour de l'indépendance géorgienne, dont la tragédie du 9 avril 1989 opposant les manifestants géorgiens aux troupes soviétiques.
À la suite de l'indépendance géorgienne de 1991, il devient un officier supérieur au Département d'enquête pour le Ministère de la Sécurité sous le gouvernement de Zviad Gamsakhourdia. Il est transféré au Service d'Intelligence de Géorgie en 1992 par le Conseil militaire qui renverse Gamsakhourdia, puis rejoint le Service de Sécurité, l'agence de contre-espionnage domestique, en 1993 sous Edouard Chevardnadzé. Un an plus tard, il devient agent de sécurité dans la garde gouvernementale avant de rejoindre la sécurité personnelle du président. En 1998, il est promu comme vice-directeur du Service spécial de protection d'État. Durant son service dans les services secrets, il est honoré de la Médaille d'Honneur militaire en 1999 et de l'Ordre de Vakhtang Gorgassali du 3e Rang en 2001.
Avec l'avènement d'un nouveau gouvernement suivant la révolution des roses de novembre 2003, Benachvili est nommé vice-directeur du Département douanier sous la direction du ministre Vano Merabichvili. Entre 2005 et 2007, il travaille comme inspecteur général du ministère des Finances de Géorgie. C'est par la suite qu'il quitte le service public et entre dans le secteur privé, devenant chef de sécurité de plusieurs grandes compagnies énergétiques, telles que Kala-Kapital LLC (2007-2008, une firme apparatenant au futur maire de Tbilissi Kakha Kaladzé), Kaztransgaz LLC (KTG, 2008-2009 puis 2013-2014) et Rompetrol LLC (2009-2013). Il sert aussi dans la direction d'autres compagnies énergétiques, dont Kastransgaz-Tbilisi LLC (2014-2016) et la Gas Transmission Company, dont il est directeur-général en 2015-2016. Sa fille Mariam travaille toujours pour KTG.
En 2016, il rejoint le parti politique au pouvoir depuis 2012, le Rêve géorgien (RG), dont il devient le directeur du Service d'assistance et de surveillance de l'information (SASI). Inclus dans la liste électorale du parti, il est élu comme député aux élections parlementaires du 3 octobre 2016, une position à laquelle il est réélu le 31 octobre 2020. Au Parlement, il est vice-président du Comité pour la Défense et la Sécurité et est membre, jusqu'en 2020, de la délégation géorgienne à l'Assemblée parlementaire de GUAM. C'est dans cette dernière fonction qu'il fait appel à plus de coopération entre la Géorgie, l'Ukraine, l'Azerbaïdjan et la Moldavie dans la cybersécurité. Il est aussi membre des groupes parlementaires d'amitié avec l'Azerbaïdjan, la Biélorussie, Cuba, l'Égypte, la Moldavie, la Turquie, la Roumanie, l'Ukraine et le Kazakhstan.
En tant que député, Benachvili est co-auteur de plusieurs projets de loi qui sont approuvés par le Parlement, dont une loi augmentant les demandes d'entraînement pour les agents du SUS (service de contre-espionnage domestique) et une loi augmentant les pénalités pour crimes sexuels contre les enfants de moins de 14 ans.